# Gerhard Lengeling
Gerhard Lengeling (* 20. Februar 1959) ist ein deutscher Informatiker und Pionier auf dem Gebiet der Programmierung von Musiksoftware.

## Leben
Gerhard Lengeling hat eine Ausbildung als Chirurg; er studierte Medizin an der Universität Hamburg und wurde 1987 zum Dr. med. promoviert.
Durch seine Bekanntschaft zum späteren Konkurrenten Karl Steinberg lernte der Hobbyprogrammierer die Grundzüge der Entwicklung von Sequenzer-Software kennen und widmete sich ab 1982 diesem Thema immer intensiver. Er entwickelte die Programme Supertrack und später gemeinsam mit Chris Adam Scoretrack für den Commodore 64. Auf der weitaus leistungsfähigeren Hardware-Plattform Atari ST folgten dann Creator (ein patternorientierter Sequenzer) bzw. Notator SL (ein um Notendruck und Notenbearbeitung erweiterter Creator). Lengeling und Adam gingen eine Vertriebspartnerschaft mit zwei Besitzern eines Hamburger Musikalienhandels ein. Diese gründeten daraufhin die Firma C-LAB Soft- und Hardware GmbH. Produktions- und Vertriebsleiter wurde Sven Junge (geb. Kindel).
1992 beendeten Lengeling und Adam die Zusammenarbeit mit den beiden Inhabern von C-LAB. Da diese die Namensrechte behalten wollten, gründeten Lengeling und Adam zusammen mit Sven Junge die Firma Emagic mit Sitz in Rellingen bei Hamburg. Weitere C-LAB-Mitarbeiter folgten ihnen. Unter dem neuen Firmennamen wurde (Notator) Logic für Atari ST, Mac und später auch Windows entwickelt, sowie zahlreiche andere Soft- und Hardwareprodukte, die Einfluss auf die Entwicklung der ganzen Branche hatten.
Nach der Übernahme der Emagic Soft- und Hardware GmbH durch Apple im Juli 2002 wurde Gerhard Lengeling leitender Direktor für Musik-Anwendungen.
Im Januar 2003 verlieh ihm das Berklee College of Music den 6. jährlichen Golden Clef Award aufgrund seiner Verdienste um die Musikindustrie und Musikerziehung.
Seit 2003 lebt er im Silicon Valley und ist in seiner Freizeit Keyboarder der Band „TinMan“.
| Personendaten    | Personendaten                                                                          |
| ---------------- | -------------------------------------------------------------------------------------- |
| NAME             | Lengeling, Gerhard                                                                     |
| KURZBESCHREIBUNG | deutscher Informatiker und Pionier auf dem Gebiet der Programmierung von Musiksoftware |
| GEBURTSDATUM     | 20. Februar 1959                                                                       |